# Dario Bertazzoli
Dario Bertazzoli (Trieste, 11 luglio 1960) è un ex pallanuotista italiano.
È stato uno dei giocatori più importanti della Pro Recco, squadra di cui è al secondo posto nella classifica cannonieri all-time. Nel 1980 con la Fiat Torino è stato vicecampione d'Italia, mentre con la Leonessa Brescia ottiene la promozione in A1. Attualmente è allenatore delle giovanili dell'An Brescia.

## Palmarès
- Campionato italiano: 4

Pro Recco: 1981, 1982, 1983
Pescara: 1988
- LEN Champions League: 2

Pro Recco: 1984
Pescara: 1988
- Supercoppa LEN: 1

Pescara: 1988